# Armand-Gaston Sublet d'Heudicourt
Pour les articles homonymes, voir Sublet (homonymie).
Armand-Gaston Sublet d'Heudicourt, évêque d'Évreux, est un ecclésiastique français du XVIIIe siècle.

## Biographie
Né le 6 octobre 1677 à Heudicourt (Eure), fils de Michel Sublet marquis d'Heudicourt († 1720), grand louvetier de France, mestre de camp d'un régiment de cavalerie à son nom et brigadier des armées du roi, et de Bonne de Pons († 1709). Il avait pris possession de l'abbaye de la Roë, en tant que commendataire, à Noël 1695. Il résidait habituellement au séminaire de Saint-Sulpice de Paris, et choisit l'abbé Grandet pour vicaire. Nommé à l'évêché d'Évreux le 1er novembre 1709, il meurt à Rouen avant sa consécration le 10 février 1710.